# Darius Petrošius
Darius Petrošius (ur. 2 lipca 1975 w Milgaudžiai w rejonie tauroskim) – litewski polityk, prawnik i samorządowiec, poseł Sejm Republiki Litewskiej.

## Życiorys
Syn Pranasa Petrošiusa, działacza Litewskiej Partii Socjaldemokratycznej i mera Taurogów. W 1993 ukończył szkołę średnią w Taurogach. Kształcił się na Uniwersytecie Michała Römera, na którym w 1998 ukończył studia prawnicze, a w 2004 doktoryzował się. W latach 1996–1998 pracował w służbie ochrony osób publicznych w ramach Ministerstwa Spraw Wewnętrznych, następnie do 2008 jako nauczyciel akademicki na macierzystej uczelni. W latach 2000–2003 był zatrudniony także w Litewskiej Akademii Wojskowej im. gen. Jonasa Žemaitisa. Od 2003 obejmował dyrektorskie stanowiska w spółkach prawa handlowego.
Zaangażował się w działalność polityczną również w ramach LSDP. W 2011 uzyskał mandat radnego rejonu tauroskiego. W wyborach w 2012 z ramienia socjaldemokratów został wybrany do Sejmu Republiki Litewskiej. W 2016 bez powodzenia ubiegał się o poselską reelekcję. W 2019 i 2023 ponownie zostawał radnym rejonu tauroskiego.